# Albuca engleriana
Albuca engleriana là một loài thực vật có hoa trong họ Măng tây. Loài này được K.Krause & Dinter mô tả khoa học đầu tiên năm 1910.